# Mikołaj Radziejowski
Mikołaj Radziejowski herbu Junosza (ur. ok. 1503 roku, zm. w 1567 roku) – dworzanin Katarzyny Jagiellonki, marszałek dworu Anny Jagiellonki, kasztelan gostyniński 1549–1567, wojewoda płocki, starosta sochaczewski.
Żony: I - Oborska, II - Eufrozyna Działyńska.
Studiował na Akademii Krakowskiej w 1517 roku.
Poseł na sejm warszawski 1556/1557 roku z ziemi sochaczewskiej.